# Aleksandrów (powiat jędrzejowski)
Aleksandrów – wieś w Polsce, położona w województwie świętokrzyskim, w powiecie jędrzejowskim, w gminie Sędziszów.
| SIMC    | Nazwa | Rodzaj  |
| ------- | ----- | ------- |
| 0266784 | Sadki | kolonia |

W latach 1975–1998 miejscowość należała administracyjnie do województwa kieleckiego.